# Figulus beccarii
Figulus beccarii es una especie de coleóptero de la familia Lucanidae.

## Distribución geográfica
Habita en Sumatra, (Indonesia).